# Фойгтс-Ретц, Константин Бернард фон
Константин Бернард фон Фойгст-Ретц (нем. Konstantin Bernhard von Voigts-Rhetz; 1809—1877) — прусский генерал.

## Биография
Родился 16 июля 1809 года в Зезене.
В 1827 году вступил на военную службу в 9-й пехотный полк и в 1829 году был произведён в первый офицерский чин. В 1833—1835 годах он прошёл курс обучения в Берлинском военном училище, после чего служил в Топографической службе прусской армии. В 1839 году зачислен в генеральный штаб и в 1841 году произведён в капитаны.
С 1844 года Фойгтс-Ретц был начальником службы измерений и в 1847 году произведён в майоры с назначением в штаб 5-го армейского корпуса. Во время мартовской революции 1848 года он находился в Познани, где отличился при пресечении беспорядков. Однако из-за конфликта с королевским комиссаром в Познани генералом фон Вилиссеном он остался без награды. В конце 1848 года он опубликовал в Познани свою записку о случившихся событиях, которая вызвала оживлённую полемику и публичную переписку с генералом Вилиссеном, опубликованную в том же году в Берлине.
Далее Фойгтс-Ретц служил в штабах 1-го и 4-го армейских корпусов, с 1852 года был начальником штаба 5-го армейского корпуса и в 1855 году получил чин полковника. В 1858 году произведён в генерал-майоры и назначен командиром 9-й пехотной бригады, а в январе следующего года назначен начальником военного департамента Военного министерства Пруссии. С июля 1860 года был комендантом крепости Люксембург. В 1863 году произведён в генерал-лейтенанты и назначен командиром 7-й пехотной дивизии, а с 1864 года был командующим гарнизона Франкфурта-на-Майне.
Во время австро-прусской войны 1866 года Фойгтс-Ретц был назначен начальником штаба 1-й армии принца Фридриха-Карла Прусского. В этом качестве он участвовал в сражениях при Мюнхенгреце, Подоле и Кёниггреце. После войны назначен генерал-губернатором Ганновера и командиром 10-го армейского корпуса.
После начала в 1870 году франко-прусской войны Фойгтс-Гретц со своим корпусом выступил на театр военных действий и отличился в сражениях при Меце и Вионвиль-Марс-ла-Туре, а затем действовал на Луаре.
27 декабря 1870 года российский император Александр II пожаловал Фойгтс-Ретцу орден св. Георгия 4-й степени
В воздаяние отличной храбрости и военных подвигов, оказанных во время военных действий во Франции
По окончании военных действий Фойгтс-Ретц продолжал командовать 10-м армейским корпусом и в 1873 году из-за обострившейся болезни вышел в отставку. Скончался 14 апреля 1889 года в Висбадене.
Его братья Вильям и Юлиус также были генералами прусской армии.

## Память
- В 1889 году Фойгтс-Ретц, в знак признания его военных заслуг, был назван вечным шефом 79-го пехотного полка.
- Также он являлся почётным гражданином Брауншвейга.